# Лідія Сальвер
Лі́дія Сальве́р (також — Ліді́ Сальве́р (фр. Lydie Salvayre), до шлюбу Архона (ісп. Arjona); 5 вересня 1948, Тулуза) — французька лікарка і письменниця, лауреатка Ґонкурівської премії (2014) за роман «Не пла́кати». Твори Лідії Сальвер перекладено двадцятьма мовами.

## Біографічні дані
Лідія Архона народилася в Тулузі молодшою з трьох дочок у родині муляра. Її батьки у 1930-х належали до числа республіканців в Іспанії й після громадянської війни в цій країні емігрували на Південь Франції. Батько походив із Андалузії, мати — з Каталонії. Лідія провела дитинство в Отеріві, що біля Тулузи. Її сім'я жила в скромних матеріальних і побутових умовах у поселенні іспанських біженців. Її рідною мовою була іспанська. Французьку мову Лідія вивчала в дитячому садку та школі й опанувала її завдяки читанню книжок.
Закінчивши середню школу, вступила до Тулузького університету, де студіювала сучасну літературу та іспанську мову й здобула звання бакалавра, a в 1969-му вступила на медичний факультет того ж закладу. Одержавши диплом медика, вона спеціалізувалася на психіатрії в Марселі й до кінця 1970-х працювала психіатром у клініці муніципалітету Бук-Бель-Ер. Розлучившись із чоловіком, у 1983 році Сальвер переїхала до Парижа й стала працювати педіатром в Аржантеї.
З початку 1980-х з'явилися перші публікації Лідії Сальвер у літературних часописах Екс-ан-Прованса і Марселя. У 1990 році вона отримала премію Ермеса для дебютантів за роман «Заява» (La déclaration). Її роман «Компанія привидів» (La Compagnie des spectres) здобув Листопадову премію (Prix Novembre), а в 1997-му літературний журнал Lire визнав його найкращою книжкою року. Лідія Сальвер одержала Премію Франсуа Бієду (François Billetdoux) за роман «Бернар Валле» (Bernard Wallet). 
У 2014 письменниця стала лауреаткою Ґонкурівської премії за роман «Не плакати» (Pas pleurer), у якому показано Жоржа Бернаноса. Авторка написала цю книжку на основі оповідей своєї матері про Громадянську війну в Іспанії 1936 року.

## Твори

### Проза
- 1990 : La Déclaration, Paris, Julliard —
- 1991 : La Vie commune, Paris, Julliard —
- 1993 : La Médaille, Paris, Le Seuil —
- 2001 : Le Vif du vivant, Paris, Cercle d'Art —
- 2002 : Et que les vers mangent le bœuf mort, Verticales —
- 2002 : Contre + CD audio avec Serge Teyssot-Gay et Marc Sens, Verticales —
- 2003 : Passage à l'ennemie, Paris, Le Seuil —
- 2005 : La méthode Mila, Paris, Le Seuil —
- 2006 : Dis pas ça + CD audio avec Serge Teyssot-Gay, Marc Sens et Jean-Paul Roy, Verticales —
- 2006 : Lumières sur la CCAS. Les activités sociales des salariés de l'énergie, collectif, Paris, Cercle d'Art —
- 2007 : Portrait de l'écrivain en animal domestique, Paris, Le Seuil —
- 2008 : Petit traité d'éducation lubrique, Cadex —
- 2009 : Bernard Wallet, Paris, Le Seuil —
- 2011 : Hymne, Paris, Le Seuil —
- 2013 : 7 femmes. Emily Brontë, Marina Tsvetaeva, Virginia Woolf, Colette, Sylvia Plath, Ingeborg Bachmann, Djuna Barnes, Paris, Librairie Académique Perrin —
- 2014 : Pas pleurer, Paris, Le Seuil. Prix Goncourt 2014[3] —

### Драматургія
- 1995 : La Puissance des mouches, Paris, Le Seuil —
- 1997 : La Compagnie des spectres, Paris, Le Seuil —
- 1997 : Quelques conseils aux élèves huissiers, Verticales —
- 1999 : La Conférence de Cintegabelle, Paris, Le Seuil —
- 2000 : Les Belles âmes, Paris, Le Seuil —

### Передмови
- 2004: Femmes dans la guerre, collectif, Paris, Le Félin
- 2010: Les Madones du trottoir : évocation de Sylvain Fourcassié, Cadex

## Театральні постановки
- La Vie commune
  - 1995: "La Nouvelle secrétaire", адаптував Cosima de Boissoudy, поставив Jacques Taroni, France Culture
- La Puissance des mouches
  - 2005: поставив Yvon Chaix, Théâtre Jean Vilar
  - 2005: поставив Gérard Lorcy, La Minoterie, Marseille
- La Compagnie des spectres
  - 2002: поставила Monica Espina, Théâtre national de Chaillot
  - 2003: поставила Monica Espina, Théâtre Jean Vilar.
  - 2006: поставив Gérard Lorcy, Villers-Saint-Paul, Salle Henri Salvador
  - 2008: поставив Pierre Béziers, tournée dans les Bouches du Rhône, Hérault, Haute-Provence, puis au Théâtre du Lucernaire.
  - 2011: поставив Zabou Breitman, Theatre de la commune Aubervilliers
- La conférence de Cintagabelle
  - 2005: поставив Jean-Yves Lazennec, Théâtre de la Commune.
- Les Belles âmes
  - 2008: поставив і адаптував Laurence Février, Théâtre national de Chaillot.
- Quelques conseils aux élèves huissiers
  - 2011: поставили Jeanne Mathis та Frédéric Andrau

## Нагороди
- 1990: Премія Ермеса за дебютний роман (Prix Hermès du premier roman), La déclaration
- 1997: Листопадова премія (Prix Novembre), La Compagnie des spectres
- 2009: Премія Франсуа Бієду (Prix François-Billetdoux), BW
- 2014: Ґонкурівська премія, Pas pleurer